# Nijni Keguer
Nijni Keguer (en rus: Нижний Кегер) és un poble del Daguestan, a Rússia, que en el cens del 2010 tenia 208 habitants. Pertany al districte rural de Gunib.